# Vernierové
Vernierové z Rougemontu (Vernier de Rougemont et d'Orchamp) byl český šlechtický rod původem z Francie. Historie rodu v Burgundsku sahá do 14. století, Matouš Vernier se za třicetileté války vyznamenal jako důstojník ve službách Habsburků, 19.1.1636 byl povýšen do stavu říšských svobodných pánů, 9.7. téhož roku obdržel český inkolát a následně získal statky v Čechách (Lipnice nad Sázavou, Světlá nad Sázavou). Jeho potomci vlastnili také další statky a na několika panstvích byli aktivní ve výstavbě barokních zámků, jejich zásluhou vznikl také Vernierovský palác v Praze (dnešní Slovanský dům). Kvůli vysokému zadlužení během 18. století museli většinu majetku prodat, do konce 19. století se ale uplatňovali ve státních úřadech a armádě. Rod vymřel v roce 1914.

## Dějiny rodu

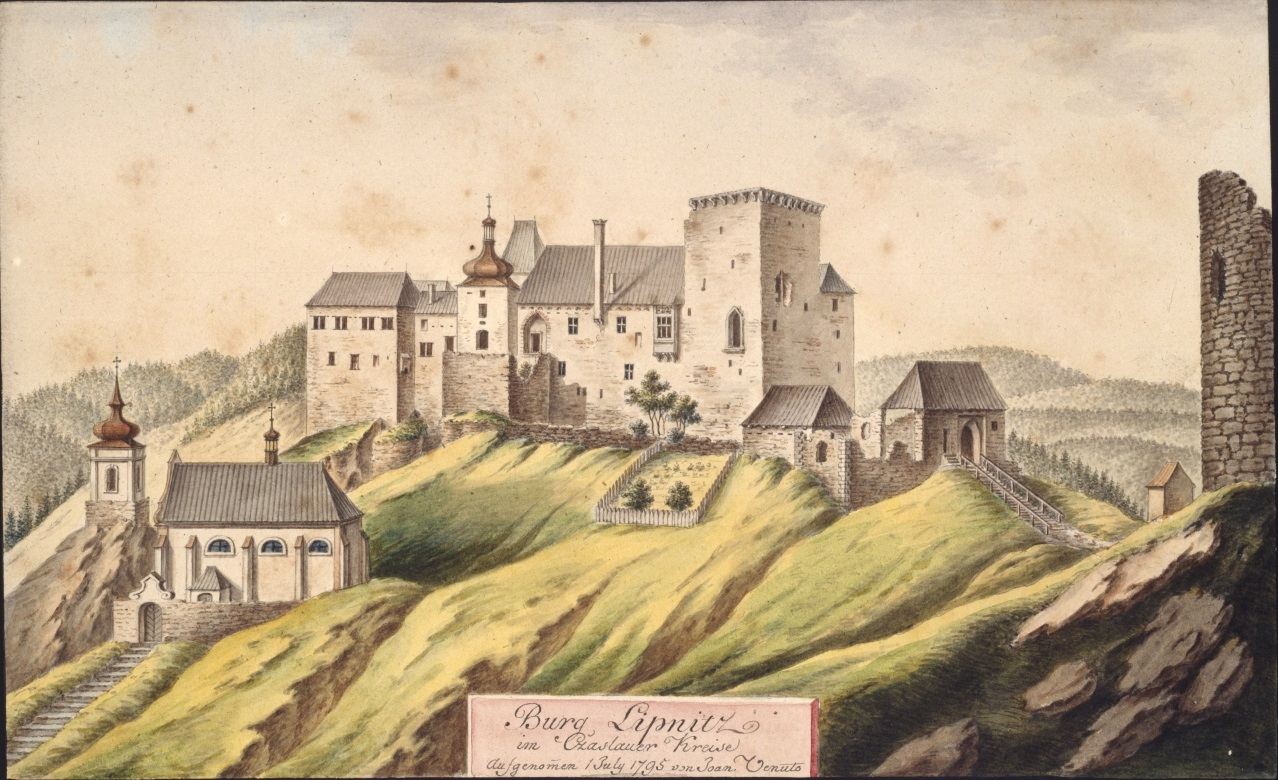
Hrad Lipnice nad Sázavou, majetek Vernierů (1636–1741)

Rod Vernierů pocházel z Burgundska, kde se nacházely jeho původní statky Rougemont (dnes Rougemont-le-Château) a Ortchamp (respektive Orchamps). Předkové rodu se připomínají poprvé v roce 1330 (Petrinius Vernier) a na zmíněných statcích ve Franche-Comté hospodařili několik století. V 17. století z rodu vynikl Matouš (případně Matthias nebo Mathieu) (1600–1658), který na počátku třicetileté války vstoupil do císařské armády a vyznamenal se na evropských bojištích. Jako plukovník se podílel na likvidaci Valdštejnova spiknutí a za odměnu získal konfiskované panství Lipnice nad Sázavou. V roce 1636 byl povýšen do stavu svobodných pánů a obdržel český inkolát, titul svobodného pána byl udělen zároveň jeho bratrovi (nebo bratranci) Pierru Vernierovi, který taktéž sloužil v císařské armádě. Matouš Vernier v armádě nakonec dosáhl hodnosti polního podmaršála a zemřel v Lipnici nad Sázavou.
Matouš Vernier měl tři syny, kteří rozšiřovali své statky v Čechách. Prostřední syn Ferdinand Šebestián vlastnil jen malý statek Rácov na Jihlavsku a v letech 1668–1673 mu patřil statek Čestín. Nejstarší František Leopold (1630–1688) vykoupil podíly svých bratrů a stal se jediným majitelem Lipnice nad Sázavou, kde přistoupil k dílčím stavebním úpravám hradu. Měl tři syny, kteří sloužili v armádě a Lipnici krátce po otcově smrti prodali strýci Janu Bartolomějovi. Jan Bartoloměj Vernier (1644–1711) nechal na svých panstvích postavit několik zámků (Světlá nad Sázavou, Věž)a také Vernierovský palác v Praze. Tím se ale velmi zadlužil a o značnou část majetku přišel ještě během svého života. Jeho synové František Bernard (1687–1740) a Václav Ignác (1692–1742) založili dvě rodové linie, označované jako starší a mladší. Zakladatel starší linie František Bernard byl hejtmanem čáslavského kraje, finanční krize vyvrcholila po jeho smrti prodejem Lipnice nad Sázavou (1741). Jeho potomci již nevlastnili žádné statky, sloužili v armádě nebo u státních úřadů. Posledním potomkem starší linie byl Vilém František Vernier (1796–1884), který vlastnil malý statek Svrabov v jižních Čechách.
Zakladatelem mladší linie byl Václav Ignác Vernier (1692–1742), který působil ve státní správě a nakonec byl hejtmanem chrudimského kraje. S Marií Terezií Strakovou vyženil panství Medlešice a zdejší zámek byl pak sídlem jeho potomků ve dvou generacích (panství bylo prodáno v roce 1802). Následující generace užívaly výnos z caretto-millesimovského peněžního fideikomisu založeného v roce 1755. Z této linie později vynikli v armádě bratři František de Paula a Jan Nepomuk. František de Paula (1804–1871) byl podplukovníkem a ředitelem polních nemocnic v Srbsku, Jan Nepomuk (1810–1875) dosáhl hodnosti polního podmaršála a zastával funkci generálního inspektora dělostřelectva. Františkův syn Jan Nepomuk (1837–1914) působil ve státních službách, byl radou štýrského místodržitelství a okresním hejtmanem v Brucku (1883–1894). Zároveň byl rytířem Maltézského řádu, komturem komendy v Mailbergu a od roku 1899 také uživatelem řádového velkostatku Dožice na Plzeňsku. Zemřel bez potomstva a jím rod Vernierů vymřel.

## Přehled rodových sídel v Čechách
- Čestín (1668–1673, 1680–1710)
- Kaliště (1668–1698)
- Lipnice nad Sázavou (1636–1741)
- Medlešice (1727–1802)
- Proseč (1803–1805)

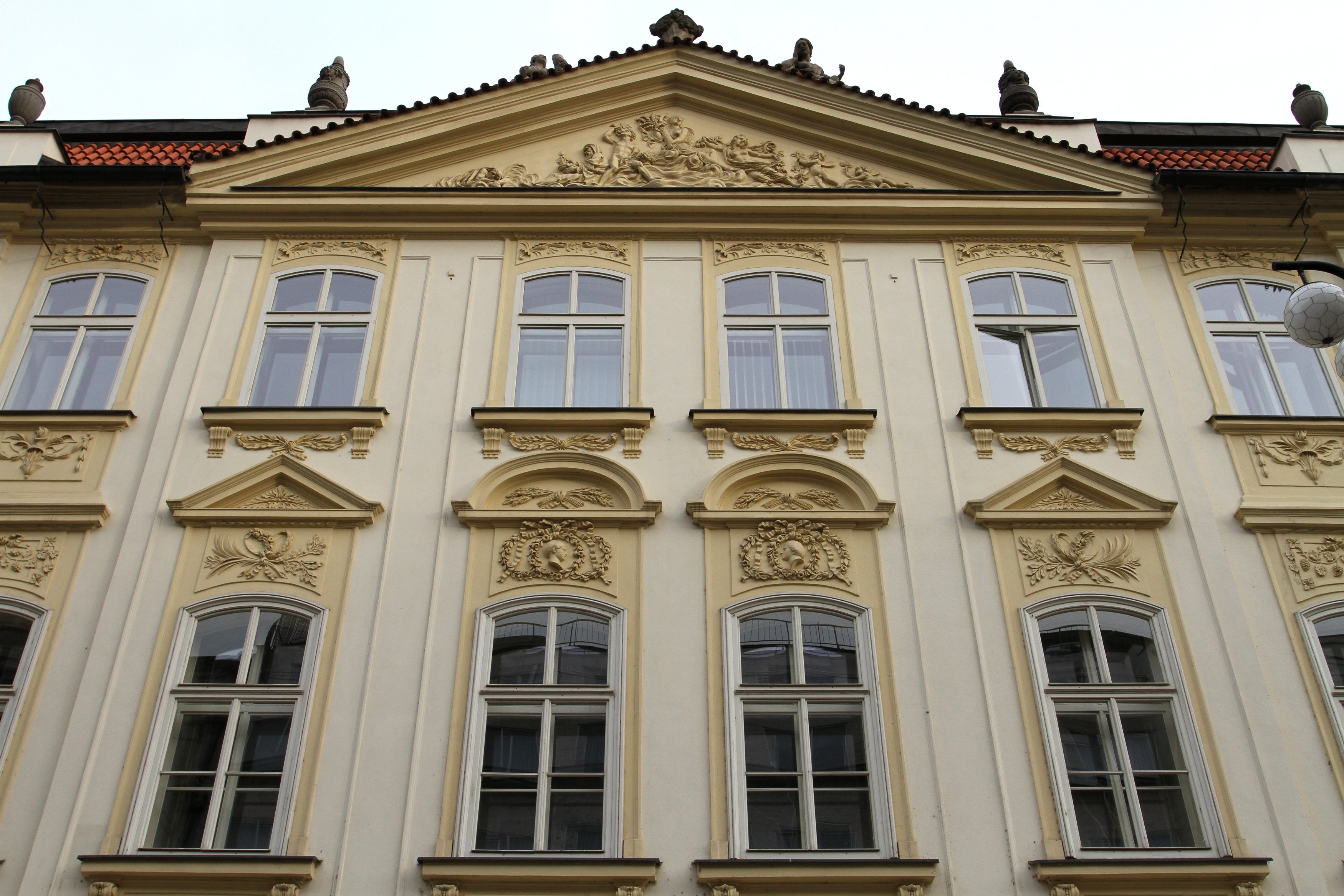
Slovanský dům v Praze (bývalý Vernierovský palác)

- Světlá nad Sázavou (1668–1672, 1686–1704)
- Věž (1636–1704)
- Vernierovský palác v Praze (1695–1710)

## Osobnosti

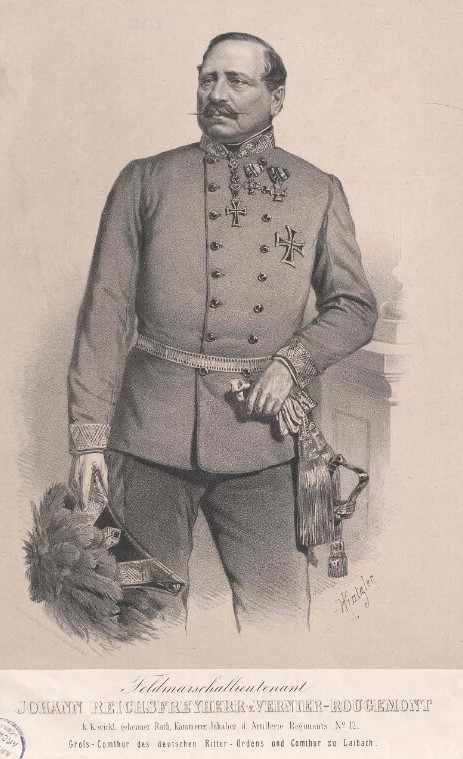
C. k. polní podmaršál Jan Nepomuk Vernier (1810–1875)

- Matouš Vernier (1600–1658), polní podmaršál císařské armády, 19.1.1636 povýšen do stavu svobodných pánů
- Jan Bartoloměj Vernier (1644–1711), majitel panství Lipnice nad Sázavou a Světlá nad Sázavou, stavebník Vernierovského paláce v Praze
- František Bernard Vernier (1687–1740), hejtman čáslavského kraje, majitel panství Lipnice nad Sázavou
- Václav Ignác Vernier (1692–1742), hejtman chrudimského kraje, majitel panství Medlešice
- Jan Nepomuk Vernier (1810–1875), c. k. polní podmaršál, tajný rada
- Jan Nepomuk Vernier (1837–1914), státní úředník, rytíř Maltézského řádu, poslední potomek rodu

## Erb
Původní erb: V modrém štítu je zlatý korunovaný dvouocasý lev, štít je přeložen zlatým břevnem, ve kterém jsou dva zelené odvrácené lipové listy. Na štítu je korunovaná turnajská přilba s modro-zlatými přikrývadly. Klenotem je zlatý korunovaný lev sedící mezi rohy, které drží předními tlapami. Rohy jsou pětkrát modro-zlatě děleny, pravý šikmo a levý kosmo a z jejich konců vyrůstá po jednom zeleném lipovém listu.
Erb svobodných pánů (19.1.1636): Čtvrcený štít s korunovaným zlatým srdečním štítem, ve kterém je korunovaný černý orel mající na hrudi modrý štítek, ve kterém je zlatý korunovaný dvouocasý lev, štítek je přeložen zlatým břevnem, ve kterém je zelená olivová ratolest. V 1. a 4. modrém poli je zlatý korunovaný dvouocasý lev. 2. a 3. pole je pětkrát zlato-modře kosmo děleno s červeno-stříbrno-červeně dvakrát děleným břevnem, celé pole je červeně lemováno. Na štítu je koruna sv. pánů, ta je převýšena třemi korunovanými turnajskými přilbami. Klenoty zprava: I. mezi pětkrát zlato-modře dělenými rohy, z jejichž konců vyrůstá zelená olivová ratolest, sedící zlatý korunovaný lev, přikrývadla modro-zlatá; II. černý korunovaný orel, přikrývadla černo-zlatá; III. vysoký korunovaný červený klobouk se stříbrným břevnem, v klobouku je pětkrát zlato-modře kosmo dělený kůl, z koruny vyrůstá 11 střídavě stříbrných, červených, zlatých a modrých per, přikrývadla červeno-stříbrná. Štítonoši zlatí gryfové.
Panská varianta erbu Vernierů někdy nemá 2. a 3. pole červeně lemováno. Takto je erb k vidění například na fasádě zámku Světlá nad Sázavou. Alianční erb Františka Bernarda Verniera z Rougemontu a jeho manželky Anny Marie, rozené z Kounic, je umístěn na podstavci sochy sv. Jana Nepomuckého na náměstí v Lipnici nad Sázavou.